# Стара Аккермановка
Ста́ра Аккерма́новка (рос. Старая Аккермановка) — селище у складі Новотроїцького міського округу Оренбурзької області, Росія.

## Населення
Населення — 80 осіб (2010; 71 у 2002).
Національний склад (станом на 2002 рік):
- казахи — 72 %
- росіяни — 26 %